# The Spartanic Rockers
The Spartanic Rockers（ザ・スパルタニック・ロッカーズ）は日本人としてはじめて、ブレイクダンスの世界大会で優勝を成し遂げたダンスチーム。

## 概要
チームの母体は1986年、スイスのベルンにてDEF-ICEという人物によって創設された。日本ブランチは1997年にリーダーの宮田健男が創設。その後1998年にイギリスで行われている世界大会UK B-BOY CHAMPIONSHIPS にて優勝を飾るほか、ドイツで行われているBattle of the YearでBest-Showを獲得するなど、世界的に数々の実績を残している。近年では2005年末にイギリスで行われたBeat Battleというイベントにおいて準優勝という実績を残している。

## 受賞歴/活動歴
- 1998：ブレイクダンスコンテスト「URBAN SKILLS」準優勝（スイス）
- 1998：ブレイクダンスコンテスト　UK B-BOY CHAMPIONSHIPS 優勝（イギリス）
- 1998：ブレイクダンスコンテスト　Battle of the Year "Best Show"（ドイツ）
- 1999：ブレイクダンスコンテスト　UK B-BOY CHAMPIONSHIPS 準優勝（イギリス）
- 1999：ブレイクダンスコンテスト　Battle of the Year "Best Show"（ドイツ）
- 1999：CX系「アジアバグース」にゲスト審査員、ダンサーとして出演（シンガポール）
- 1999：PlayStation対応のゲーム「BAST A MOVE 3」のダンスキャラクターを担当
- 1999：ブレイクダンスコンテスト　FREE STYLE SESSION BEST8（アメリカ）
- 2000：CX系バライティ番組「SMAP×SMAP」ダンスバトルコーナー「ターボＫ」出演
- 2001：ブレイクダンスコンテスト　「The First International Hip Hop Dance Championship」に出演。ベスト4（フランス）
- 2001：同志社大学にて特別講演及びパフォーマンス
- 2002：テレビ朝日系教育バラエティ番組「東京キャンパスバウンド」に特別講師として出演
- 2004：ブレイクダンスコンテスト　「World B-Boy Championship」に出演（イギリス）
- 2004：文化庁主催のダンスフェスティバル、「WE　LOVE DANCE FESTIVAL」出演。（日本）
- 2005：ブレイクダンスコンテスト　Beat Battle 準優勝（イギリス）
- 2006-8：中京テレビ製作、日本テレビ系列各局で放送中のダンスバラエティ番組「スーパーチャンプル」出演。（リーダーの宮田健男は同番組のダンス監修としてレギュラー出演）
- 2006：カンゴールシューズのイメージモデルを担当
- 2006-7：ストリートダンスのHOW-TO書籍「STREET DANCE TEQNIQUES」出演。
- 2007：ダンスコンベンションBreakin’ Conbention07にてゲストショー（イギリス）
- 2007：RED BULL BC ONE アジア予選審査員、エキジビジョンバトル出演（台湾）

その他、舞台、ダンスイベントなど出演多数。

## チームメンバー
●日本

宮田健男（リーダー）

TSUYOSI

佐久間浩之

GO（植木豪）

TOMO

BAY

TIGER

●スイス

DEF ICE

ZED

MAD MONTY

REMY